# Отто Клюбер
Отто Клюбер (нім. Otto Klüber; 19 січня 1895, Аллерсдорф, Сілезія — 27 серпня 1953, Бад-Гомбург) — німецький військово-морський діяч, контрадмірал крігсмаріне (1 квітня 1942).

## Біографія
1 квітня 1913 року вступив на флот кадетом. Пройшов підготовку у військово-морському училищі в Мюрвіку і на важкому крейсері «Вінета». Учасник Першої світової війни, служив на міноносцях. 22 червня 1919 року інтернований, 1 лютого 1920 року звільнений і в травні 1920 зарахований на флот. У 1920-21 роках служив на мінних тральщиках, з 1 жовтня 1921 року — військово-морський офіцер зв'язку в Кілі. З 1 березня 1921 року — інструктор військово-морського артилерійського училища і командир навчального артилерійського судна «Дельфін». З 25 вересня 1925 року — командир міноносця Т-139, з 13 лютого 1927 року — Т-153. У 1927-29 роках — навчався на командних курсах, а потім в березні-липні 1929 року був офіцером зв'язку в Стольпмюнде. З 1 січня 1930 року — офіцер Адмірал-штабу в штабі командувача розвідувальними силами, з 30 вересня 1932 по 16 січня 1933 року — артилерійський офіцер крейсера «Емден», з 1 квітня 1933 року — 1-й артилерійський офіцер на броненосці «Дойчланд». 23 вересня 1935 року призначений 1-м офіцером Адмірал-штабу в штабі командувача броненосними силами, а 27 серпня 1937 року — 2-м офіцером Адмірал-штабу в штабі флоту.
З 24 листопада 1938 року — командир легкого крейсера «Нюрнберг». 13 грудня 1939 року біля Доггер-банки корабель Клюбера був атакований британської підводним човном «Семон» і отримав важкі ушкодження. З 7 серпня 1940 року — начальник штабу Командування групи ВМС «Північ». З вересня 1942 по 14 березня 1944 року — командувач-адмірал в Північних водах. 7 квітня 1944 року призначений начальником управлінської постачань, адміністрації і забезпечення артилерійськими озброєннями, боєприпасами, димового і газового спорядження ОКМ. 20 квітня 1945 року взятий в полон союзниками. 19 березня 1948 року звільнений.

## Нагороди
- Рятувальна медаль (14 липня 1915)
- Залізний хрест
  - 2-го класу (20 січня 1916)
  - 1-го класу (27 вересня 1919)
- Почесний хрест ветерана війни з мечами (30 січня 1935)
- Медаль «За вислугу років у Вермахті»
  - 4-го, 3-го і 2-го класу (18 років; 2 жовтня 1936)
  - 1-го класу (25 років; 1 квітня 1938)
- Орден Медауйя, командорський хрест (Іспанське Марокко; 13 травня 1938)
- Іспанський хрест в сріблі з мечами (6 червня 1939)
- Застібка до Залізного хреста
  - 2-го класу (18 жовтня 1939)
  - 1-го класу (16 липня 1940)
- Медаль «У пам'ять 1 жовтня 1938» (20 грудня 1939)
- Медаль «У пам'ять 22 березня 1939 року»
- Нагрудний знак морської артилерії
- Орден Корони Італії, командорський хрест (11 березня 1941)
- Німецький хрест в золоті (20 листопада 1941)
- Орден Хреста Свободи 1-го класу з мечами (Фінляндія; 21 травня 1942)